# N'ayons pas peur des mots
N'ayons pas peur des mots est une émission française de débat contradictoire créée par Alexandre Amiel et diffusée chaque soir de septembre 2004 à juillet 2008 sur la chaîne d'information en continu I>Télé.
Elle est d'abord présentée brièvement par Bruce Toussaint puis par Samuel Étienne pendant quatre ans.
L'émission reprend le 28 septembre 2018 sur LCP (chaîne de télévision), présentée par Valérie Brochard tous les vendredis soir.

## Concept
Quatre invités d'horizons variés (journalistes, responsables politiques, écrivains, avocats, médecins, spécialistes de la communication, etc.) viennent débattre de l'actualité. Deux personnalités apparentées à gauche font face à deux invités apparentés à droite pour commenter « sans langue de bois » l'actualité du jour. 
Dans la forme comme sur le fond, l'émission s'inspire de plusieurs formules très proches apparues au cours de l'histoire de la télévision ou de la radio ; on peut citer par exemple pour la télévision, Droit de Réponse de Michel Polac sur TF1 durant les années 1980, ou encore On refait le match sur LCI. N'ayons pas peur des mots se rapproche également d'émissions de radio comme Les Grandes Gueules sur RMC Info ou On refait le monde, lancée par Christophe Hondelatte sur RTL. 
À l'occasion de la Coupe du monde de football de 2006, I>Télé a décliné cette émission phare de sa grille en N'ayons pas peur du foot. Ce débat sur le monde football a d'abord été quotidien pendant le mondial puis reconduit en hebdomadaire à la rentrée de septembre 2006 avant d'être supprimé de la grille en juin 2007.

## Historique
D'une durée de 26 minutes, l'émission a été créée en septembre 2004 par Alexandre Amiel, journaliste et directeur de l'agence de presse Caméra Subjective, qui en est toujours le producteur. Bruce Toussaint en a brièvement été le présentateur avant de rejoindre La Matinale, à la suite du départ de Thierry Gilardi sur TF1. À partir d'octobre 2004, Samuel Étienne assure la présentation de l'émission.
À la rentrée de septembre 2006, l'émission est rallongée de 20 minutes et transférée du mardi au vendredi à 19 h 35. En juin 2007, elle retrouve sa durée initiale pour se terminer à 20 h.
Alors que Samuel Étienne quitte i>Télé pour rejoindre le service public, l'émission s'arrête le 11 juillet 2008, après avoir été présentée pendant deux semaines par Olivier Benkemoun.

## Invités récurrents

### Journalistes et écrivains
- Georges-Marc Benamou[4]
- Sylvain Bourmeau[5]
- Sylvie Pierre-Brossolette[4]
- Ghislaine Ottenheimer[4]
- Dominique de Montvalon[5]
- Serge Raffy[4]
- Maurice Szafran[5]
- Philippe Tesson[5]
- Yves Thréard[5]
- Philippe Val[4]
- Philippe Manière[5]

### Personnalités politiques
- Clémentine Autain[4]
- Jean-Luc Benhamias[5]
- Claude Goasguen[4]
- Razzy Hammadi[5]
- Yves Jégo[5]
- Roger Karoutchi[6]
- Jean-Luc Mélenchon[5]
- Valérie Pécresse[4]
- Bernard Tapie[5]

### Spécialistes de la communication
- Romain Hatchuel[4]
- Christophe Lambert
- Jean-Marc Lech[5]

### Autres
- Fabrice d'Almeida[7]
- Nicolas Baverez[5]
- Éric Halphen[5]
- Patrick Pelloux[5]
- Stéphane Pocrain[4]
- Francis Szpiner[4]